# Tortula ambigua
Tortula ambigua är en bladmossart som först beskrevs av Bruch och W. P. Schimper, och fick sitt nu gällande namn av Johan Ångström 1844. Tortula ambigua ingår i släktet tussmossor, och familjen Pottiaceae. Inga underarter finns listade i Catalogue of Life.